# Eubazus convexope
Eubazus convexope är en stekelart som beskrevs av Van Achterberg 2000. Eubazus convexope ingår i släktet Eubazus och familjen bracksteklar. Inga underarter finns listade i Catalogue of Life.